# Загорянська (платформа)
Загорянська — зупинний пункт/пасажирська платформа хордової лінії Митищі — Фрязево Ярославського напрямку Московської залізниці. Розташований поблизу дачного селища Загорянський Щолковського району Московської області.
Не обладнана турнікетами.
Час руху від Москва-Пасажирська-Ярославська — близько 45 хвилин, Експрес — 32-35 хвилин, від станції Фрязево — близько 1 години 5 хвилин.

## Фотогалерея

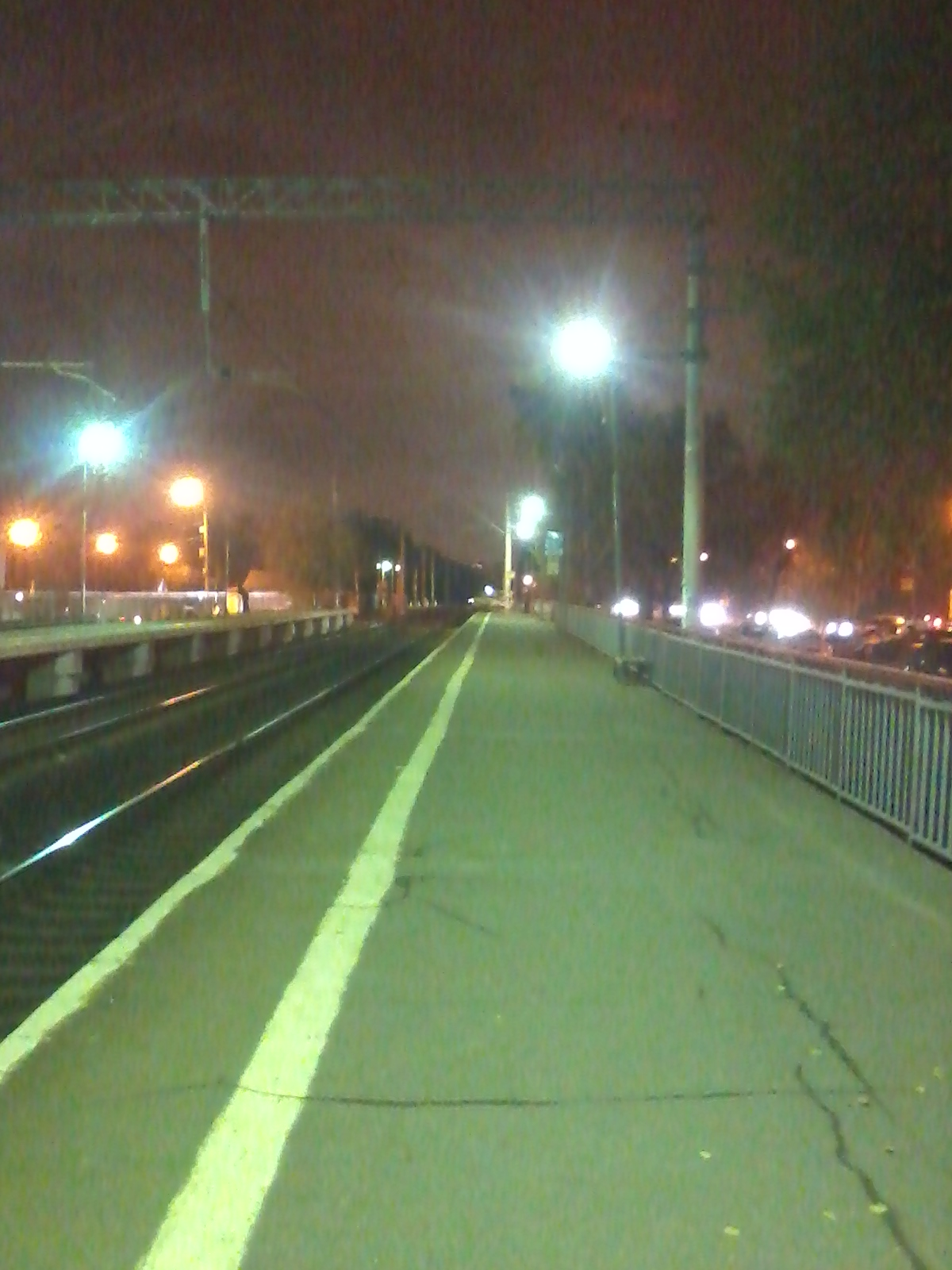
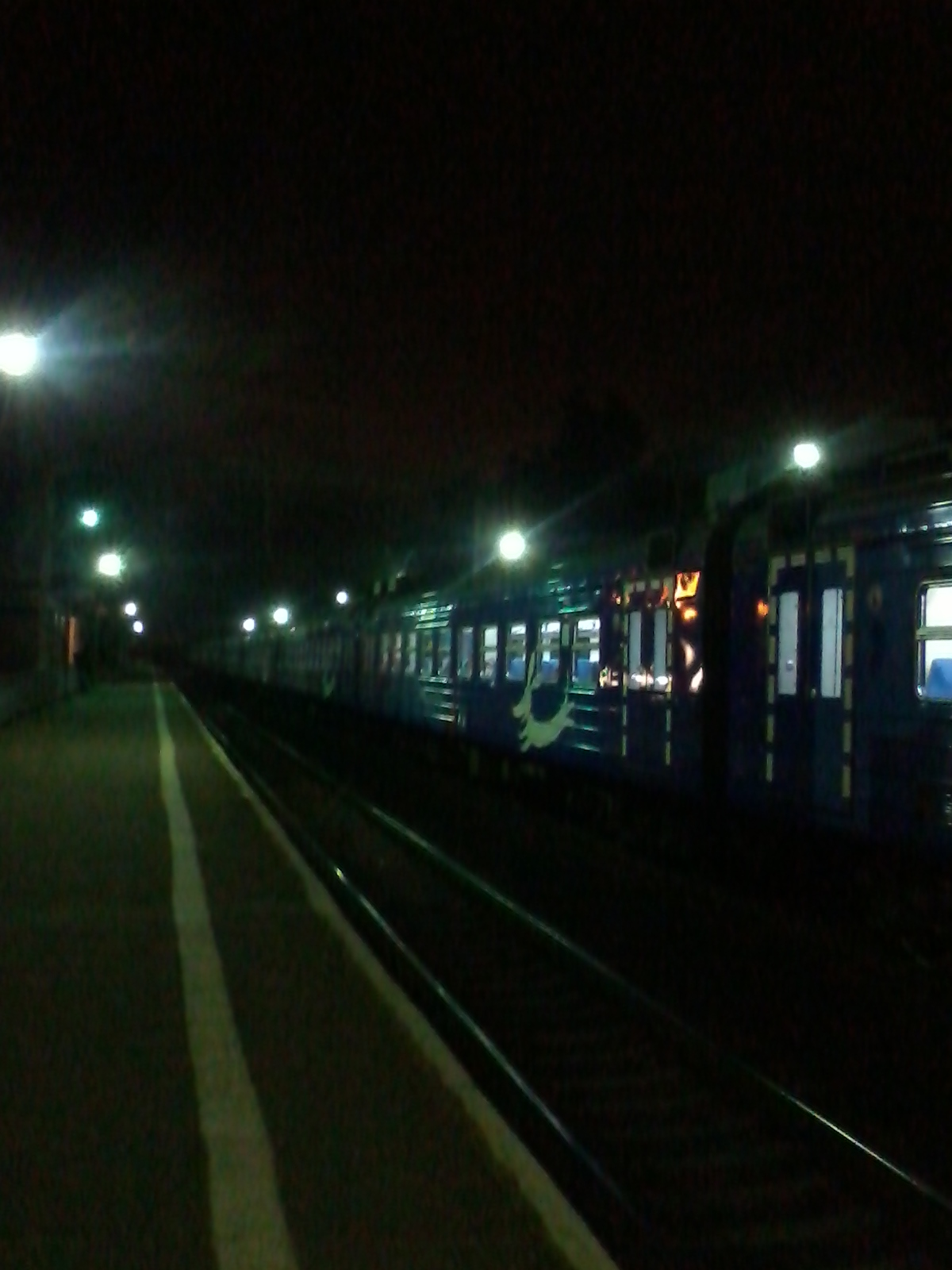
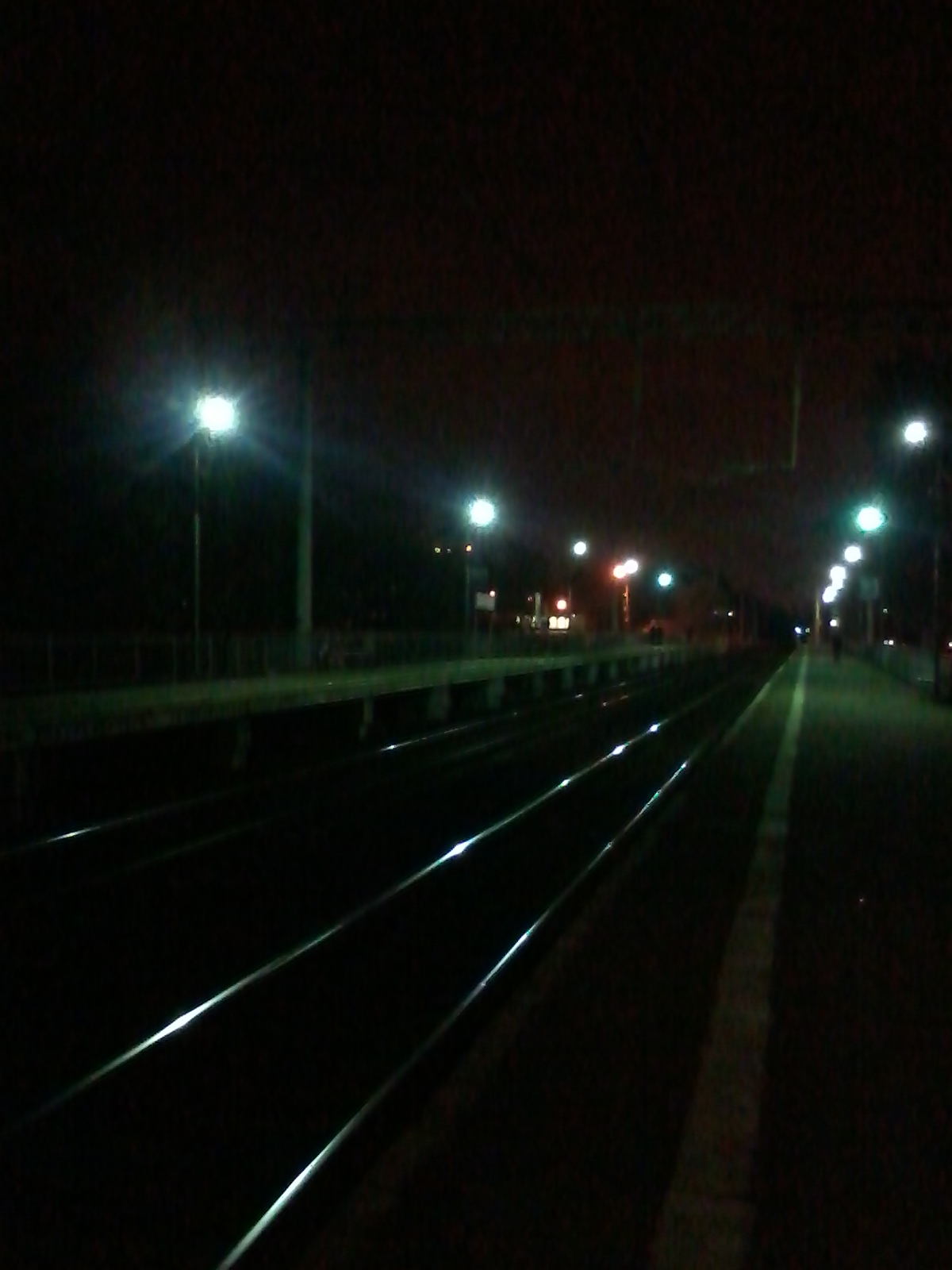
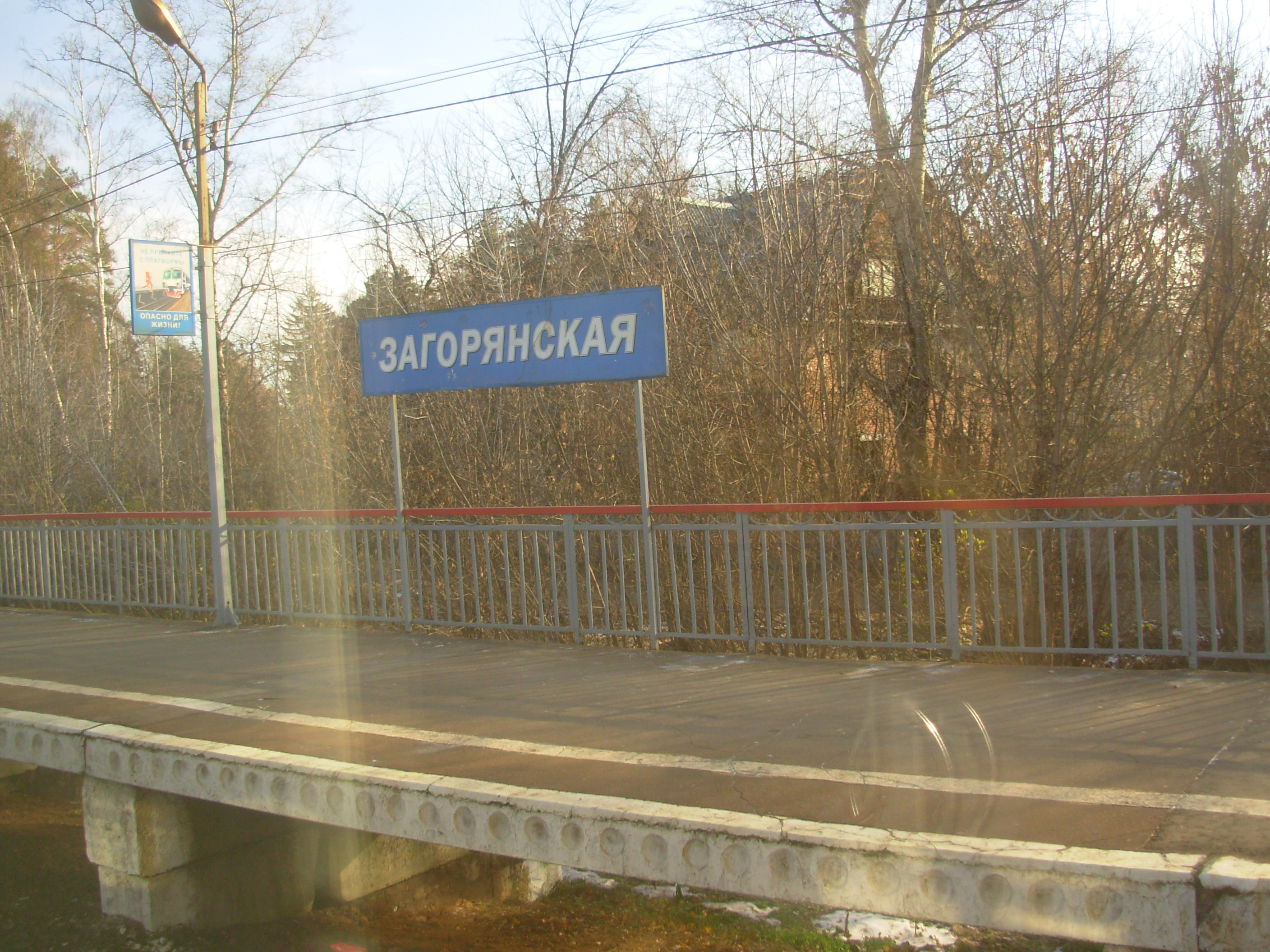